# U–549
Az U–549 tengeralattjárót a német haditengerészet rendelte a hamburgi Deutsche Werft AG-től 1941. június 5-én. A hajót 1943. július 14-én vették hadrendbe. A tengeralattjáró, két járőrútja során, elsüllyesztett egy kísérő hordozót.

## Pályafutása
Az U–549 első, 76 napos harci küldetésére 1944. január 11-én futott ki Kielből, kapitánya Detlev Krankenhagen volt. A búvárhajó az Atlanti-óceán északi részén járőrözött. Második küldetése 1944. május 14-én kezdődött. A tengeralattjáró május 29-én a Kanári-szigetektől 450 kilométerre nyugat-északnyugatra átsiklott az amerikai USS Block Island kísérő repülőgép-hordozó körül csoportosuló hadihajók között, és három torpedót lőtt ki az anyahajóra. A USS Block Island alig két óra alatt elsüllyedt. Legénységének tíz tagja meghalt, a többi 953 tengerész túlélte a támadást. A tengeralattjáró ezután megtorpedózta a USS Barr rombolót, amely azonban a felszínen maradt. A hordozó kísérői hajtóvadászatba kezdtek az U–549 után, és Madeirától délnyugatra két amerikai romboló, a USS Eugene E. Elmore és a USS Ahrens mélységi bombákkal elsüllyesztette. A legénység valamennyi tagja, 57 ember odaveszett.

## Kapitány
| Név                 | Kezdőnap         | Zárónap         |
| ------------------- | ---------------- | --------------- |
| Detlev Krankenhagen | 1943. július 14. | 1944. május 29. |

## Őrjáratok
| Indulás | Indulónap        | Érkezés | Zárónap           |
| ------- | ---------------- | ------- | ----------------- |
| Kiel    | 1944. január 11. | Lorient | 1944. március 26. |
| Lorient | 1944. május 14.  | *       | 1944. május 29.   |

* A tengeralattjáró nem érte el úti célját, elsüllyesztették

## Elsüllyesztett és megrongált hajók
| Dátum           | Hajó neve         | Nemzetisége      | Brt  |
| --------------- | ----------------- | ---------------- | ---- |
| 1944. május 29. | USS Block Island* | Egyesült Államok | 9393 |
| 1944. május 29. | USS Barr**        | Egyesült Államok | 1300 |

* Hadihajó

* Hadihajó; nem süllyedt el, csak megrongálódott